# Lobocleta ferruginata
Lobocleta ferruginata är en fjärilsart som beskrevs av Samuel E. Cassino 1931. Lobocleta ferruginata ingår i släktet Lobocleta och familjen mätare. Inga underarter finns listade i Catalogue of Life.